# Don Bowman
Don Bowman (* 26. August 1937 in Lubbock, Texas; † 5. Juni 2013 in Forsyth) war ein US-amerikanischer Country-Musiker, Komiker, Radiomoderator und Songschreiber. Bowman moderierte als erster die Sendung American Country Countdown und wurde von der Country Music Association zum ersten Country Comedian of the Year gewählt.

## Leben

### Anfänge
Don Bowman begann seine Karriere als Radiomoderator kleiner texanischer Sender. Zuerst war Bowman über KDUB und KLLL in Lubbock zu hören und wechselte später zu anderen Sendern mit größerer Reichweite. Bereits zu dieser Zeit schrieb er erste Songs. 1961 erschien auf dem kleinen LaGree-Label Bowmans Debüt-Single mit TV Commercials / Coward of the Alamo, gefolgt von Igmoo / Little Bad Dan im selben Jahr bei Crescendo Records. Die LaGree-Single brachte moderaten Erfolg, sodass Bowman 1963 von dem Majorlabel RCA Victor unter Vertrag genommen wurde.

### Erfolge
Bowmans erste Single Chit Atkins Make Me a Star erreichte 1964 Platz 14 der Hot Country Songs und das dazugehörige Album Our Man in Trouble Platz 14 der Country-Albumcharts. Zur selben Zeit vermittelte er Waylon Jennings, zu dieser Zeit nur ein regionaler Star in Arizona, an RCA und schrieb mit ihm Just to Satisfy You. Bowmans Alben erreichten in den nächsten Jahren ebenfalls hintere Positionen der Hitparaden und weitere erwähnenswerte Singles waren Dear Harlan Howard, Giddyup Do-Nut, For Loving You (mit Skeeter Davis), Folsom Prison Blues #2 sowie Poor Old Ugly Gladys Jones (mit Waylon Jennings und Willie Nelson).
Ab Mitte der 1960er-Jahre hatte Bowman auch als Komiker und Schauspieler Erfolg. Als Komiker trat er in Bill Andersons Show auf und war in den Filmen The Las Vegas Hillbillies und Hillbillies In a Haunted House zu sehen. 1966 wurde er dafür mit dem Favorite Country Comedy Recording Artist Award von Roy Acuff auf den Billboard Country Awards ausgezeichnet; 1967 erhielt er von der CMA den Titel Comedian of the Year (nominiert waren auch Ben Colder und Homer and Jethro).
Ende der 1960er-Jahre ließen Bowmans Hitparaden-Erfolge aber wieder nach, trotzdem war er weiterhin im Radio zu hören. Zwischen 1973 und 1978 moderierte er den American Country Countdown  auf ACC. Nachdem 1971 sein Vertrag mit RCA nicht verlängert worden war, wechselte er 1972 zu Mega Records, was den Erfolg aber nicht zurückbrachte. 1978 erschien Bowmans bis jetzt letzte Single auf dem Lone-Star-Label.

## Diskografie

### Alben
- 1964: Our Man in Trouble (RCA Victor)
- 1965: Fresh from the Funny Farm (RCA Victor)
- 1966: Funny Way to Make an Album (RCA Victor)
- 1966: Recorded Almost Live (RCA Victor)
- 1967: From Mexico with Laughs (RCA Victor)
- 1968: Funny Folk Flops (RCA Victor)
- 1969: Support Your Local Prison (RCA Victor)
- 1970: Whispering Country (RCA Victor)
- 1972: All the New (Mega)
- 1979: Still Fighting Health Problems (Lone Star)
- 1990: On the Road Too Long (LB)

### Singles
| Jahr              | Titel                                                                                    | Katalog-Nr. |
| LaGree Records    |                                                                                          |             |
| 1961              | TV Commercials / Coward of the Alamo                                                     | 704         |
| Crescendo Records |                                                                                          |             |
| 1961              | Igmoo / Little Bad Dan                                                                   | GNP-170     |
| RCA Victor        |                                                                                          |             |
| 1964              | Chit Atkins, Make Me a Star / I Never Did Finish That Song                               | 47-8384     |
| 1965              | I Fell Out of Love with Love / World’s Worst Guitar Picker                               | 47-8506     |
| 1965              | Graduation Day / Wrong House                                                             | 47-8588     |
| 1965              | Dear Harlan Howard / Freddy Four Tones                                                   | 47-8670     |
| 1966              | Giddyup Do-Nut / Freda on the Freeway                                                    | 47-8811     |
| 1966              | All American Boy / I Get the Feeling We’re Through                                       | 47-8916     |
| 1966              | Surely Not / Dear Sister                                                                 | 47-8990     |
| 1967              | What Kind of Fool I Am / My Voice Is Changin’                                            | 47-9176     |
| 1967              | Little Leroy / Tijuana Drum and Bugle Corps                                              | 47-9290     |
| 1967              | For Lovin' You / Baby It’s Cold Outside (mit Skeeter Davis)                              | 47-9415     |
| 1968              | San Francisco Scene / Messin' Up My Mind                                                 | 47-9576     |
| 1968              | Folsom Prison Blues #2 / House of the Setting Sun                                        | 47-9617     |
| 1968              | Jole Blon / Little Diesel Drivin' Devil                                                  | 47-9706     |
| 1969              | Poor Old Ugly Gladys Jones (mit Willie Nelson & Waylon Jennings) / Boll Weevil Air Lines | 74-0133     |
| 1969              | Boy Named Sue / How Come It Is                                                           | 74-0233     |
| 1969              | Top Ten / How Come It Is                                                                 | 47-9783     |
| 1970              | Roy Raisin / Still                                                                       | 47-9823     |
| 1971              | I Owe It All to You Chit Atkins / Another Puff                                           | 47-9949     |
| Mega Records      |                                                                                          |             |
| 1972              | Hello DJ, Pt. 1 / Hello DJ, Pt. 2                                                        | 615-0062    |
| 1972              | Homecoming / Poetic Justice                                                              | 615-0083    |
| Lone Star Records |                                                                                          |             |
| 1978              | Willon and Waylie / Power Tool Song                                                      | 701         |